# Carolus Adrianus Engelbregt
Carolus Adrianus (Carel Adriaan) Engelbregt (Breda, 10 juni 1816 – Den Haag, 12 juli 1890) was een Nederlandse letterkundige die voornamelijk over historische onderwerpen publiceerde.
Engelbregt studeerde letteren aan de Rijksuniversiteit Leiden en werd na zijn promotie conrector te Harderwijk. Daarna was hij hoogleraar in de geschiedenis aan het Atheneum Illustre te Amsterdam. In 1863 werd hij redacteur van De Gids, waarin hij een groot aantal historische artikelen publiceerde.